# Days May Come and Days May Go
Days May Come and Days May Go: The 1975 California Rehearsals – album kompilacyjny zespołu Deep Purple, wydany w roku 2000.
Album zawiera imponujące próby i przydługie improwizowane jamy zarejestrowane w czerwcu 1975, w "Pirate Sound Studio" Roberta Simona. Materiał nagrano wkrótce po tym, jak Tommy Bolin dołączył do zespołu. Zapis z miksera studyjnego przedstawia pomysły na utwory i same utwory, które w końcu wydane zostały na albumie Come Taste the Band.
Dwupłytowe wydanie specjalne uzupełniono o pół godziny (Vol. 2) nagrań dostępnych wcześniej tylko za pośrednictwem sprzedaży wysyłkowej.

## Lista utworów

### Days May Come: The 1975 Rehearsals, Volume 1
| 1.  | "Owed To G" (instrumentalny) (Tommy Bolin)                           | 3:31    |
|     |                                                                      |         |
| 2.  | "If You Love Me Woman" (Bolin/David Coverdale)                       | 10:06   |
|     |                                                                      |         |
| 3.  | "The Orange Juice Song" (Coverdale/Jon Lord)                         | 3:33    |
|     |                                                                      |         |
| 4.  | "I Got Nothing For You" (Bolin/Coverdale/Glenn Hughes/Lord)          | 12:52   |
|     |                                                                      |         |
| 5.  | "Statesboro Blues" (Blind Willie McTell)                             | 5:55    |
|     |                                                                      |         |
| 6.  | "Dance To The Rock & Roll" (Bolin/Coverdale/Hughes/Lord/Ian Paice)   | 11:01   |
|     |                                                                      |         |
| 7.  | "Drifter" (sekwencja próbna) (Bolin/Coverdale)                       | 3:28    |
|     |                                                                      |         |
| 8.  | "Drifter" (wersja 1) (Bolin/Coverdale)                               | 4:02    |
|     |                                                                      |         |
| 9.  | "The Last Of The Long Jams" (Bolin/Coverdale/Hughes/Lord/Paice)      | 9:04    |
|     |                                                                      |         |
| 10. | "Untitled Song" (improwizacja utworu "I Got You Babe" Sonniego Bono) | 1:05    |
|     |                                                                      |         |
|     |                                                                      | 1:04:37 |
|     |                                                                      |         |

### 1420 Beachwood Drive: The 1975 Rehearsals, Volume 2
| 1. | "Drifter" (wersja 2) (Bolin/Coverdale)                           | 3:40  |
|    |                                                                  |       |
| 2. | "Sail Away" (riff) (Ritchie Blackmore/Coverdale)                 | 2:50  |
|    |                                                                  |       |
| 3. | "You Keep On Moving" (wersja 1) (Coverdale/Hughes)               | 8:18  |
|    |                                                                  |       |
| 4. | "Pirate Blues" (jam session) (Bolin/Coverdale/Hughes/Lord/Paice) | 6:45  |
|    |                                                                  |       |
| 5. | "Say You Love Me" (Coverdale)                                    | 7:25  |
|    |                                                                  |       |
|    |                                                                  | 28:58 |
|    |                                                                  |       |

## Wykonawcy
- David Coverdale – śpiew
- Tommy Bolin – gitara, śpiew
- Jon Lord – instrumenty klawiszowe
- Ian Paice – perkusja
- Glenn Hughes – gitara basowa, śpiew